# 12 éxitos para 2 guitarras flamencas
12 éxitos para dos guitarras flamencas (12 hitów na dwie gitary flamenco) – trzeci i ostatni album kolaboracyjny duetu Paco de Lucía i Ricardo Modrego.

## Lista utworów
| 1.  | "Malagueña"                  | 3:30  |
|     |                              |       |
| 2.  | "A tu vera"                  | 3:05  |
|     |                              |       |
| 3.  | "María de la O."             | 2:20  |
|     |                              |       |
| 4.  | "Moliendo café"              | 2:28  |
|     |                              |       |
| 5.  | "Tangos de las Viejas Ricas" | 3:09  |
|     |                              |       |
| 6.  | "Sevillanas populares"       | 2:43  |
|     |                              |       |
| 7.  | "Ojos verdes"                | 2:47  |
|     |                              |       |
| 8.  | "La luna y el toro"          | 2:50  |
|     |                              |       |
| 9.  | "La niña de Puerta oscura"   | 3:05  |
|     |                              |       |
| 10. | "La cárcel de oro"           | 2:00  |
|     |                              |       |
| 11. | "No me digas que no"         | 3:00  |
|     |                              |       |
| 12. | "El emigrante"               | 3:08  |
|     |                              |       |
|     |                              | 34:05 |
|     |                              |       |

## Muzycy
Paco de Lucía – gitara flamenco

Ricardo Modrego – gitara flamenco